# La serveuse de bocks
La serveuse de bocks (Nederlands: De bierserveerster) is een schilderij van de Franse kunstschilder Édouard Manet uit 1878 of 1879, olieverf op doek, 77 x 64,5 centimeter groot. Het toont een geënsceneerd tafereel in een Parijs café chantant. Het schilderij behoort sinds 1986 tot de collectie van het Musée d'Orsay te Parijs. Tot 1959 maakte het lange tijd deel uit van de collectie van de Japanse zakenman en kunstverzamelaar Kojiro Matsukata.

## Enscenering en contrasten
Manet maakte in de laatste periode van zijn leven diverse schilderijen die gesitueerd waren in het moderne Parijse uitgaansleven. Hij schilderde echter zelden ter plaatse. Ook La serveuse de bocks, geïnspireerd door het Cabaret de Reichshoffen aan de Parijse Boulevard Rochouart, werd geënsceneerd en geschilderd in zijn studio. Desalniettemin wist Manet de atmosfeer van het café chantant uitstekend te raken. Veel aandacht had hij voor de decoropbouw in zijn studio en het creëren van een juiste belichting. Met veel zorg koos hij authentiek ogende modellen, soms opvallend contrasterend, zoals de pijprokende man op de voorgrond met de man met de hoge hoed achter hem. Contrasten zocht hij ook in de soms felle belichting met zijn kleurgebruik, zoals op de pols en de hand van de man met de pijp en in het gezicht van de serveerster.

## Compositie en uitwerking
Het schilderij is niet geheel uniform qua compositie en uitwerking. Opvallend is de dominante verticale verdeling rechts, terwijl het linkerdeel een rossige achtergrond heeft met onderbroken diagonale streepjes, welke hij ook gebruikt bij de weergave van de figuur op de voorgrond. In de uitwerking zien we bij de pijprokende man, wiens huid en haren in diverse tinten uiteen vallen, een onmiskenbare invloed vanuit het impressionisme, zoals dat kenmerkend werd voor zijn latere periode. In de uitwerking van de serveerster zijn echter duidelijk nog zijn meer traditioneel-classicistische wortels te zien.

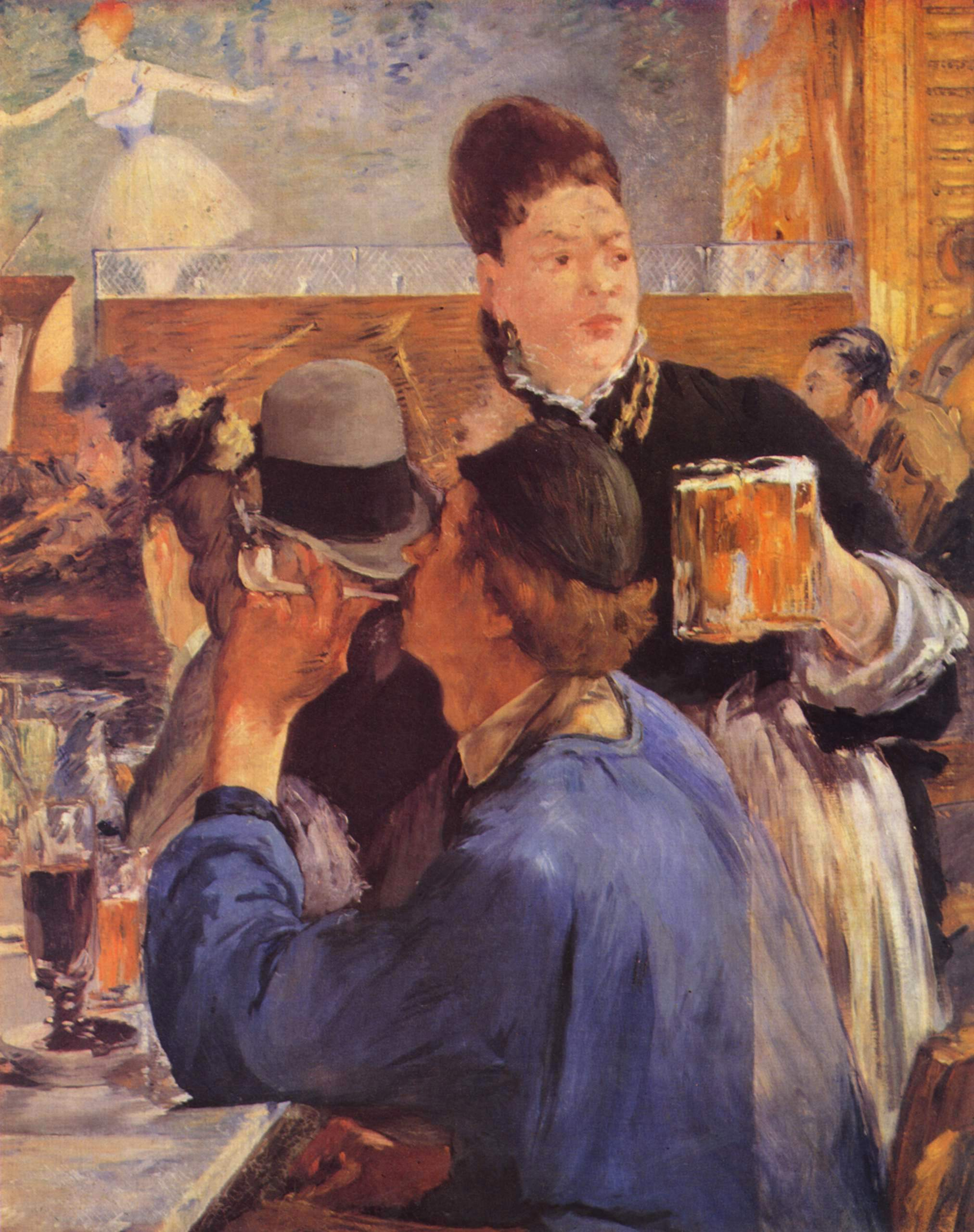
Coin de café-concert, 1878-1879.

Typerend voor Manet is dat hij in de compositie rekening houdt met het gezichtspunt van de toeschouwer: het is alsof de kijker zelf aan een tafeltje in het café zit. Een ander karakteristiek kenmerk is de afsnijding, onder invloed van de opkomende fotografie. Manet gebruikt deze techniek hier aan alle vier de zijdes, waardoor hij een natuurlijk effect bewerkstelligt: de bierglazen rechts, de lampen aan de bovenkant, de ballerina links, die nog niet half zichtbaar is, creëren een gevoel van aanwezigheid, extra versterkt nog door de serveerster die zich omdraait om de toeschouwer aan te kijken.

## Eerdere versie
La serveuse de bocks is een herbewerking van een iets groter schilderij (97,5 X 77,5 cm) dat Manet korte tijd eerder maakte en waarin hetzelfde ontwerp van iets verderaf wordt bezien. Dit eerdere werk, met als titel Coin de café-concert, bevindt zich thans in de National Gallery te Londen. In de uitwerking verschillen beide werken alleen in een aantal details. Qua stijl heeft de eerdere versie nadrukkelijk iets schetsmatigs waardoor het oogt als een studie, enigszins onaf. Het feit dat Manet korte tijd later een herbewerking maakte toont aan dat hij waarschijnlijk niet tevreden is geweest over de eerste versie. Kunsthistoricus William Gunt suggereert daarbij dat Manet aanvankelijk een ambitieus werk van veel forsere afmetingen voor ogen had en dat de afgebeelde scènes eigenlijk bedoeld waren om deel uit te maken van een groter geheel. Hij baseert zich daarbij op schetsen gevonden in Manets nalatenschap.